# گریازنوشکا
گریازنوشکا (به لاتین: Gryaznushka) یک منطقهٔ مسکونی در روسیه است که در استان آمور واقع شده‌است.